# جواد منصور
جواد منصور (زاده ۱۳۰۴) فرزند علی منصور و برادر حسنعلی منصور است. تحصیلات ابتدائی و متوسطه را در ایران انجام داد و تحصیلات عالی را در خارج گذرانید و در ۱۳۳۶ وارد وزارت امور خارجه شد. پس از مدتی خدمت در آن وزارتخانه به سازمان برنامه رفت و ریاست اداره روابط عمومی را عهده‌دار شد. بعد از تشکیل بانک توسعه صنعتی به معاونت آن بانک برگزیده شد و در کابینه برادرش حسنعلی منصور سمت معاونت نخست‌وزیری گرفت. در کابینه امیرعباس هویدا وزیر مشاور شد و سپس به وزارت اطلاعات منصوب گردید. از دیگر مشاغل او مدیر عاملی کانون بانک‌ها و ریاست شرکت بیمه مرکزی بوده‌است.